# Československá hokejová liga 1981/1982
39. ročník 1981/82 se hrál pod názvem I. liga.

## Herní systém
12 účastníků hrálo v jedné skupině čtyřkolově systémem každý s každým. V této sezóně neplatily nerozhodné výsledky. Pokud skončilo utkání po 60 minutách nerozhodně, prodlužovalo se o 10 minut s pravidlem náhlé smrti. Pokud v prodloužení žádné mužstvo nevstřelilo gól, rozhodoval se zápas v trestných stříleních. Vítěz získal 2 body (bez ohledu na způsob, jakým vítězství dosáhl), poražený 0 bodů.
Poslední mužstvo sestupovalo přímo do příslušné I. národní hokejové ligy.
O postup do I. ligy se hrála kvalifikace na 3 vítězné zápasy:
- Meochema Přerov - Slovan Bratislava 4:7, 1:10
- Slovan Bratislava - Meochema Přerov 7:1

## Kompletní pořadí
| Poř. | Tým                       | Zápasy | Výhry | Vp | Pp | Porážky | Skóre   | Body |
| ---- | ------------------------- | ------ | ----- | -- | -- | ------- | ------- | ---- |
| 1    | Dukla Jihlava             | 44     | 35    | 2  | 3  | 4       | 179:89  | 74   |
| 2    | Poldi SONP Kladno         | 44     | 27    | 4  | 5  | 8       | 174:134 | 62   |
| 3    | CHZ Litvínov              | 44     | 23    | 2  | 3  | 16      | 205:167 | 50   |
| 4    | TJ Vítkovice              | 44     | 18    | 6  | 4  | 16      | 179:151 | 48   |
| 5    | Tesla Pardubice           | 44     | 17    | 3  | 1  | 23      | 183:169 | 40   |
| 6    | TJ Motor České Budějovice | 44     | 18    | 2  | 5  | 19      | 145:145 | 40   |
| 7    | Sparta ČKD Praha          | 44     | 15    | 5  | 3  | 21      | 129:151 | 40   |
| 8    | VSŽ Košice                | 44     | 16    | 4  | 2  | 22      | 150:197 | 40   |
| 9    | TJ Gottwaldov             | 44     | 13    | 4  | 5  | 22      | 119:135 | 34   |
| 10   | Zetor Brno                | 44     | 13    | 4  | 1  | 26      | 123:174 | 34   |
| 11   | Škoda Plzeň               | 44     | 14    | 3  | 3  | 24      | 128:181 | 34   |
| 12   | Dukla Trenčín             | 44     | 15    | 1  | 5  | 23      | 133:154 | 32   |

## Nejproduktivnější hráči sezóny
| Poř. | Hráč              | Mužstvo           | Utkání | Branky | Asistence | Body |
| ---- | ----------------- | ----------------- | ------ | ------ | --------- | ---- |
| 1    | Milan Nový        | Poldi SONP Kladno | 44     | 29     | 38        | 67   |
| 2    | Jaroslav Vlk      | TJ Vítkovice      | 38     | 21     | 33        | 54   |
| 3    | Igor Liba         | VSŽ Košice        | 44     | 35     | 18        | 53   |
| 4    | Jindřich Kokrment | CHZ Litvínov      | 43     | 22     | 31        | 53   |
| 5    | František Černík  | TJ Vítkovice      | 41     | 28     | 23        | 51   |
| 6    | Jiří Lála         | Dukla Jihlava     | 42     | 24     | 26        | 50   |
| 7    | Vladimír Růžička  | CHZ Litvínov      | 44     | 27     | 22        | 49   |
| 8    | Miloš Říha        | TJ Vítkovice      | 40     | 24     | 19        | 43   |
| 9    | Jiří Šejba        | Tesla Pardubice   | 40     | 24     | 18        | 42   |
| 10   | František Černý   | Škoda Plzeň       | 42     | 25     | 16        | 41   |

## Zajímavosti
- 40 utkání se prodlužovalo, 24 z nich se rozhodlo v prodloužení, zbylých 16 po trestných stříleních.
- Nejúspěšnější v prodloužení byla mužstva TJ Vítkovice a Sparta ČKD Praha - obě vyhrála 6x v prodloužení. Nejméně úspěšná byla Dukla Trenčín - prodloužení hrála 6x a zvítězila jen jednou.
- Dukla Jihlava vyhrála s do té doby rekordním počtem bodů. Doma prohrála jen dvakrát (- TJ Vítkovice 4:5, - Motor České Budějovice 2:3, vždy v prodloužení), plný bodový zisk měla se Spartou Praha, VSŽ Košice, TJ Gottwaldov a Škodou Plzeň.
- Jiří Králík odchytal 42 zápasů s průměrem 1,93 gólu na zápas.

## Soupisky mužstev

### ASD Dukla Jihlava
Jiří Králík (42/1,93/93,2/-/-),
Jiří Steklík (2/4,00/86,4/-/-) -
Petr Adamík (44/0/4/16),
Jaroslav Benák (40/5/9/-),
Karel Horáček (41/0/7/-),
Milan Chalupa (41/4/8/304),
Miroslav Kořený (27/3/7/-),
Radoslav Svoboda (44/2/6/12),
Eduard Uvíra (39/4/4/-) -
Josef Augusta (21/1/3/-),
Milan Dobiášek (6/0/0/-),
Otta Klapka (38/9/14/-),
Miloš Kupec (44/12/19/-),
Jiří Lála (42/24/26/-),
Vincent Lukáč (37/22/10/51),
Antonín Micka (43/10/8/16),
Jindřich Micka (38/8/5/-),
Miloš Novák (29/16/3/-),
Milan Razým (27/4/1/-),
Oldřich Válek (40/14/5/56),
Ján Vodila (38/7/11/-),
František Výborný (44/13/13/16),
Augustin Žák (41/13/15/-)

### TJ Poldi SONP Kladno
Milan Kolísek (22/2,75/91/1/-/-),
Miroslav Krása (28/3,06/90,9/-/-) -
Lubomír Bauer (42/12/12/34),
Bohumil Čermák (3/0/0/0),
Jaroslav Horský (42/1/0/30),
Miloslav Hořava (44/13/15/34),
František Kaberle (37/7/7/30),
Jan Neliba (42/3/7/44),
František Pospíšil ml. (2/0/0/1),
Petr Tatíček (43/3/8/32),
František Větrovec (25/3/2/26),
Jaroslav Vinš (42/3/16/34) -
Adolf Beznoska (44/7/7/19),
Jiří Dudáček (36/13/19/18),
Petr Fiala (41/10/5/16),
Zdeněk Hrabě (4/2/0/0),
Jiří Kopecký (37/7/7/6),
Michal Kurzweil (10/0/2/2),
Josef Machala (37/6/4/16),
Libor Martínek (15/0/1/4),
Zdeněk Müller (42/22/10/15),
Petr Nec (1/0/0/0),
Jan Novotný (44/16/17/8),
Milan Nový (44/29/26/38),
Arnošt Reckziegel (31/8/1/10),
Zdeněk Vojta (2/0/0/0),
Alexander Vrňák (40/9/9/16)

### TJ CHZ Litvínov
Miroslav Kapoun (39/3,77/91,7/-/-),
Luděk Výborný (5/4,07/90,0/-/-) -
Zdeněk Chuchel (37/3/12/-),
Arnold Kadlec (40/14/12/62),
Jordan Karagavrilidis (44/13/10/-),
Jindřich Korph (43/1/13/10),
Vladimír Macholda (36/4/7/-),
Kamil Prachař (16/0/0/-),
Miroslav Rykl (27/1/2/-),
Jan Vopat (25/0/4/-) - 
Jaroslav Hübl (41/17/17/-),
Josef Chabroň (39/20/16/21),
Vladimír Jeřábek (34/9/17/38),
Petr Klíma (18/7/3/8),
Jindřich Kokrment (43/22/31/45),
Vladimír Kýhos (34/8/26/-),
František Pojsl (6/1/0/-),
Petr Rosol (39/17/21/-),
Vladimír Růžička (44/27/22/50),
Karel Svoboda (41/14/15/-),
Jan Tábor (15/3/0/-),
Miloš Tarant (43/10/17/-),
Josef Ulrych (18/5/2/4),
Ondřej Weissmann (42/9/16/-),
Zdeněk Zíma (42/5/15/-)

### TJ Vítkovice
Luděk Brož (6/3,88/92,5/-/-),
Jaromír Šindel (39/3,37/92,8/-/-) -
Karel Dvořák (35/1/4/-),
Bohumil Kacíř (29/3/3/-),
Kamil Kalužík (37/4/3/-),
Jaroslav Lyčka (42/3/6/-),
Antonín Plánovský (44/15/14/-),
Pavel Stankovič (31/2/1/-),
Aleš Tomášek (22/3/0/-) -
František Černík (41/28/23/50),
Miloš Holaň (39/12/26/-),
Lumír Kotala (39/13/9/-),
Miloš Krayzel (32/6/9/-),
Radoslav Kuřidým (40/14/15/-),
Zbyněk Neuvirth (35/7/21/-),
Pavel Prorok (29/4/8/-),
Miloš Říha (40/24/19/24),
Ladislav Svozil (21/7/14/-),
Miroslav Venkrbec (38/8/10/-),
Jaroslav Vlk (38/21/33/-)

### TJ Tesla Pardubice
Dominik Hašek (12/3,09/92,8/-/-),
Jaroslav Radvanovský (25/3,88|91,0/-/-) -
Vladimír Bezdíček (41/2/8/-),
Milan Klement (28/1/2/-),
Jan Levinský (41/3/12/-),
Pavel Marek (38/7/6/-),
František Musil (35/1/3/34),
Pavel Novotný (24/0/3/-),
Jiří Seidl (43/9/7/-),
Pavel Skalický (13/0/2/0) -
Miroslav Bažant (39/9/12/-),
Zdeněk Čech (35/9/13/-),
Ladislav Dinis (36/5/18/-),
Otakar Janecký (44/17/20/-),
Milan Koďousek (44/27/12/-),
Ludvík Kopecký (24/0/3/-),
Evžen Musil (34/12/6/-),
Josef Slavík (41/23/18/-),
Jiří Šejba (40/24/18/33-), 
Vladimír Veith (41/12/15/-), 
Jan Velinský (35/6/5/-)

### TJ Motor České Budějovice
Ladislav Gula (42/3,26/88,6/-/-),
Vladimír Plánička (2/3,76/87,4/-/-) -
Miroslav Dvořák (36/6/20/24),
František Joun (44/5/9/-),
Jaroslav Kočer (42/2/8/-),
Ladislav Kolda (44/9/14/-),
Martin Beníšek (43/2/2/-),
Jiří Veselý (30/6/5/0) -
Roman Božek (19/6/-/-)
Vladimír Caldr (41/18/22/56),
František Čech (37/6/63/-),
Josef Hejna (37/13/8/-),
Petr Hubáček (34/4/4/12),
Jan Klabouch (43/10/19/8),
Jaroslav Korbela (43/12/13/-),
Norbert Král (34/13/14/-),
Jaroslav Mec (28/8/9/-),
Jaroslav Pouzar (34/18/17/32), 
Jan Tlačil (37/6/6/-)

### TJ Sparta ČKD Praha
Jiří Hamal (42/3,41/92,2/-/-),
Vladislav Honc (3/3,86/88,3/-/-) -
Stanislav Hajdušek (44/4/4/57),
Vladimír Kostka (43/1/5/28),
Miroslav Kuneš (24/1/5/28),
Miroslav Souček (9/1/0/4),
Karel Soudek (37/2/5/30),
Otakar Vejvoda (43/4/3/30),
Vladislav Vlček (44/7/12/36),
Jan Zajíček (27/5/8/24) -
Petr Bílek (3/0/0/0),
Milan Černý (30/4/4/14),
Svatopluk Herman (35/2/4/14),
Karel Holý (36/8/7/20),
Václav Honc (21/3/5/6),
Peter Ihnačák (39/16/22/30),
Jiří Jána (40/11/7/70),
Miroslav Kasík (29/7/3/22),
Karel Najman (23/4/8/10),
Tomáš Netík (44/19/9/47),
Luboš Pěnička (43/11/11/34),
Pavel Richter (33/11/16/40),
Roman Šindelář (1/0/0/2),
Miroslav Tejral (27/7/1/8)

### TJ VSŽ Košice
Michal Orenič (16/4,57/87,5/-/-),
Pavol Švárny (26/4,23/88,7/-/-) -
Mojmír Božik (43/2/7/-),
Jozef Franc (42/1/3/-),
Miroslav Klein (2/0/0/-),
Ján Lojda (43/4/5/-),
Marián Repaský (35/1/6/73),
Vladimír Šandrik (37/1/8/-),
Ján Šterbák (32/3/3/-) -
Jaroslav Barochovský (43/13/11/-),
Karel Čapek (22/0/1/-),
Ján Faith (39/23/18/-),
Ján Hromjak (32/6/4/-),
Miroslav Ihnačák (41/22/11/28),
Štefan Jabcon (36/4/7/-),
Milan Jančuška (32/9/2/-),
Igor Liba (44/35/18/34),
Milan Mažgut (38/10/6/-),
Milan Staš (32/5/6/-),
Vladimír Svitek (40/9/9/-) 

### TJ Gottwaldov
Libor Nuzík (5/2,58/93,0/-/-),
Pavel Pertl (3/2,73/-/-/-),
Ivan Podešva (40/3,00/90,4/-/-) -
Ivan Horák (16/1/1/-),
Gilbert Karolák (9/0/0/-),
Miroslav Michalovský (43/7/15/-),
Miloslav Sedlák (44/7/13/20),
Antonín Stavjaňa (43/3/7/-),
Petr Šivic (9/0/2/-),
František Tikal (5/0/0/-),
Zdeněk Venera (44/0/7/-),
Ladislav Zavrtálek (38/4/2/-) - 
Zdeněk Čech (40/7/9/-),
Vladimír Kocián (43/15/12/56),
Petr Leška (32/10/9/-),
Pavel Mezek (30/13/5/16),
Michal Ničajevský (20/1/0/-),
František Pecivál (38/7/4/-),
Luděk Pelc (43/7/9/18),
Jaroslav Santarius (18/2/0/-),
Vladimír Stránský (14/1/0/-),
Miroslav Ševčík (22/2/2/4),
Dušan Šramel (18/2/1/-),
Jiří Vančura (12/0/0/-),
Rostislav Vlach (43/8/8/-),
Jiří Vodák (39/10/10/-),
Dušan Vojáček (35/9/6/-)

### TJ Zetor Brno
Karel Lang (42/3,67/92,7/-/-),
Miroslav Termer (7/-/-/-/-) –
Vladimír Galko (37/3/9/46),
Zdeněk Hartman (21/0/2/10),
Zdeněk Moučka (30/2/1/10),
Pavel Nešťák (41/1/5/30),
Lubomír Oslizlo (37/3/6/41),
Pavel Pazourek (37/2/1/14),
Otto Železný (36/2/5/16) –
Zdeněk Balabán (33/5/2/4),
Jiří Broušek (26/9/0/6),
Jiří Exl (30/1/4/4),
Libor Havlíček (38/11/24/46),
Miloš Jelínek (31/1/2/4),
Vladimír Kunc (41/17/6/44),
Zdeněk Mráz (42/11/8/10),
Karel Nekola (42/20/17/22),
Igor Novotný (4/0/0/0),
Jiří Otoupalík (42/20/8/26),
Petr Sedlák (2/0/0/0),
Vlastimil Vajčner (37/4/11/16),
Luděk Vojáček (41/12/7/30) –
trenéři Jaroslav Jiřík (do ledna 1982), Jiří Vrba (od ledna 1982), asistent Vladimír Kříž

### TJ Škoda Plzeň
Václav Fürbacher (3/5,33/87,9/-/-),
Jiří Svoboda (41/3,92/91,2/-/-) -
Vladimír Bednář (38/0/11/-),
Milan Florian (39/3/11/22), 
Jaroslav Hraběta (34/2/5/-),
Milan Kajkl (30/1/6/-),
Jiří Neubauer (39/0/10/-),
Jaroslav Špiler (34/2/5/-),
Milan Vágner (37/2/4/-) - 
Josef Anderle (39/7/5/-),
František Černý (42/25/16/-),
Jaroslav Hauer (33/10/5/-),
Jan Havel (41/7/12/-),
Pavel Huml (31/8/13/-),
Milan Kraft (42/13/14/-),
Zdeněk Pata (40/13/12/22),
Josef Štěpanovský (38/10/4/-),
Zdeněk Schejbal (32/5/11/-),
Josef Táflík (42/12/13/-)

### ASVŠ Dukla Trenčín
Juraj Hamko (3/3,46/-/-/-),
Jan Hrabák (38/3,40/89,3/-/-),
František Jelínek (3/3,33/-/-/-) -
Zdeněk Albrecht (14/0/0/-),
Juraj Bakoš (35/3/6/-),
Ernest Bokroš (38/11/7/-),
František Hossa (40/4/8/-),
Pavol Ivičič (3/0/0/-),
Vladimír Kadlec (10/0/0/-),
Petr Kasík (25/2/1/-),
Pavel Setíkovský (44/6/7/-),
Peter Slanina (43/14/15/-) - 
Milan Eberle (31/8/4/-),
Jiří Hrdina (44/11/27/36),
Tomáš Jelínek (36/9/3/46),
Pavel Jiskra (6/0/0/-),
Dušan Ludma (6/0/0/-),
Jozef Lukáč (38/9/9/-),
Miroslav Miklošovič (37/4/10/-),
Július Penzeš (36/6/5/-),
Alexandr Prát (42/13/23/72),
Viliam Růžička (41/8/6/-),
Bohumil Salajka (38/6/4/-),
Milan Skrbek (37/2/3/-),
Václav Sýkora (38/12/7/-)
Poznámky:
- údaje v závorce za jménem (počet utkání/góly/asistence/trestné minuty), u brankářů (počet utkání/průměr na zápas/% úspěšnosti/vychytané nuly/trestné minuty)

## Rozhodčí

### Hlavní
- Jiří Adam
- Alexander Aubrecht
- Jan Budinský
- Josef Furmánek
- Stanislav Gottwald
- Milan Jirka
- Libor Jursa
- Milan Kokš
- Bohumil Kolář
- Juraj Okoličány
- Karel Říha
- Vladimír Šubrt
- Ivan Šutka
- Jozef Vrábel

### Čároví
- Ivan Beneš -  Miloš Grúň
- Jiří Šrom -  Ivan Koval
- Jiří Brunclík -  Václav Les
- Jaroslav Bulant -  Stašek Moravec
- Slavomír Caban -  Jozef Kriška
- Jan Vejmelka -  Jan Šimák
- Jaroslav Koenig -  Josef Touš
- Jiří Lípa -  Miroslav Průcha
- Vlastislav Horák -  Miroslav Lipina
- Mojmír Šatava -  Vítězslav Vala
- Zdeněk Bouška -  Jindřich Simandl
- Juraj Munka -   Jozef Zavarský
- František Duba -  Luboš Vyhlídko
- Zdeno Olšovský -   Drahoš Vyšný